# Río San Juan, Oaxaca
Río San Juan är en ort i Mexiko.   Den ligger i kommunen San Juan Ñumí och delstaten Oaxaca, i den sydöstra delen av landet, 270 km sydost om huvudstaden Mexico City. Río San Juan ligger 2 087 meter över havet och antalet invånare är 322.
Terrängen runt Río San Juan är huvudsakligen kuperad, men åt nordväst är den bergig. Río San Juan ligger nere i en dal. Runt Río San Juan är det glesbefolkat, med 8 invånare per kvadratkilometer. Närmaste större samhälle är Heroica Ciudad de Tlaxiaco, 14,3 km söder om Río San Juan. I omgivningarna runt Río San Juan växer huvudsakligen savannskog.